# Sybra simalurica
Sybra simalurica là một loài bọ cánh cứng trong họ Cerambycidae.